# 周五六
周五六（1950年8月8日—），臺南市親民黨籍政治人物，曾任立法委員及台南縣議會議長，妻周陳秀霞為前親民黨不分區立法委員，子周奕齊為現任臺南市議員。
2001年立法委員選舉欲競選連任失敗後淡出政壇。2014年12月被李全教任為台南市議會機要秘書。

## 生平

### 副議長選舉賄選案
無黨籍的周五六欲競選台南縣第十三屆副議長，涉嫌招待29名縣議員旅遊，同年正副議長選舉時，兩人在50名議員中，獲得47人支持而當選。檢方懷疑賄選，將連、周和29名議員及4名連絡人起訴。一審判決1年有期徒刑，經纏訟多年，1996年更一審改判無罪，更二審又判刑1年，2001年更三審由徐宏志審理時，又改判無罪，檢方雖上訴，但遭最高法院駁回，全案無罪確定。當時擔任此案陪席法官的法官徐宏志涉嫌收賄新台幣725萬元而遭台南地檢署起訴，南檢調查發現周五六的妻子周陳秀霞得知徐宏志喜歡打麻將，常利用牌局機會接近徐宏志建立交情，檢方以收賄等罪起訴，一、二審都認為徐無收賄直接事證，均判無罪，且經最高法院3次發回更審都判無罪，檢方提起上訴，遭最高法院駁回；另外，周妻涉及共犯部分，一樣獲判無罪確定。

### 不付證據指控馬以南整合地方派系勢力
2011年11月，周五六指控馬以南從北到南到處整合具地方派系背景的議員、鄉鎮市長、及地方角頭，更在中國透過外省掛幫派勢力協助輔選，但最終沒有提出任何證據。

### 加入親民黨
2015年8月14日，周五六與無黨籍台南市議員林炳利、謝財旺及林陽乙宣布正式加入親民黨，並成立親民黨團。
2015年11月25日，為了全心全力幫宋楚瑜輔選，出任親民黨總統參選人宋楚瑜大台南競選服務處總幹事，並已在9月辭去機要秘書